# 平安乡 (张家川县)
平安乡，是中华人民共和国甘肃省天水市张家川回族自治县下辖的一个乡镇级行政单位。

## 行政区划
平安乡下辖以下地区：
磨马村、马源村、铁固村、包梁村、大湾村、梨树村、新庄村和水泉村。